# Мандзюк Феодосій Григорович
Феодо́сій Григо́рович Мандзю́к (нар. 25 вересня 1951 с. Гектари — пом. 12 грудня 2015) — журналіст, письменник, краєзнавець, видавець. Відомий також як поет-сатирик Кость Волиняка.

## Життєпис
Народився 25 вересня 1951 року на Волині, у селі Гектарах Горохівського р-ну. Закінчив Берестечківську середню школу. Працював обліковцем в колгоспі, завідувачем сільського клубу. Служив в Радянській Армії (1969–1971). Вищу освіту здобув у Львівському державному університеті ім. Івана Франка на факультеті української філології (1972–1977). Після закінчення університету на журналістській, редакторській, видавничій роботі. Працював кореспондентом горохівської та луцької районних газет, обласної газети «Радянська Волинь» (1979–1986), республіканської «Молодь України» (1986–1991), редактором гумористичної газети «Нате» (1991–1993), головним редактором, директором видавництва «Надстир'я» (1994–1999), заступником головного редактора українського тижневика «Вісник & К°» (1999–2003), головним редактором тижневика «Луцький замок» (2003–2008). Створив і вів гумористичну телепередачу «Веселий оповідач» на телеканалах «Нова Волинь» Волинського обласного телебачення і телекомпанії «Аверс» (1998–2002). Згодом перебував на творчих хлібах.
Помер 12 грудня 2015 року. Похований у селі Гаразджа.

## Творчість

### Книжки
гумору і сатири:
- Специфічний дефіцит. Львів, Каменяр, 1988
- Дуля із знаком якості. Луцьк, Надстир'я, 1991
- Звіриний суд. Луцьк, Надстир'я, 1994

дитячі
- Як зайчата вчилися читати. Луцьк, Надстир'я, 1994
- Як звірі борщ варили. Луцьк, Надстир'я, 1997
- Ярмарок у лісі. Луцьк, Надстир'я, 1998

історико-краєзнавчі
- Володимир-Волинський Свято-Успенський собор. Луцьк, «Вісник & К○», 2001
- Вулиці і майдани Луцька (у співавторстві з Вольдемаром П'ясецьким). Луцьк, Волинська обласна друкарня, 2005
- У Луцькому замку (у співавторстві з Валентиною Окуневич). Луцьк, Волинянин, 2008
- Луцьк. Фотоальбом. (автор текстів і упорядник). Луцьк, Вісник & К○, 2010
- Луцький замок на старих малюнках і фотографіях. Луцьк, Волинянин, 2011

### Книжки під псевдонімом Кость Волиняка
гумору і сатири
- Хапайте і читайте! Луцьк, Надстир'я, 1991
- Синдром дефіциту. Луцьк, Надстир'я, 1991
- Вам привіт від Йєті! Луцьк, Надстир'я, 1993
- Веселі опуси. Луцьк, Волинянин, 2008
- Хапайте і читайте! Вибрані твори. Луцьк, Волинянин, 2011

дитячі
- Перелазив Тарас через перелаз. Луцьк, Надстир'я, 1995
- Чому корова кольорова? Луцьк, Надстир'я, 1995
- Сниться Соні синє сонце. Луцьк, Надстир'я, 1996
- У цирку жонглери жонглювали. Луцьк, Надстир'я, 1996
- Музиканти. Луцьк, Надстир'я, 1996
- Незвичайний мотоцикліст. Луцьк, Надстир'я, 1996
- Джерело дзвенить дзюркоче. Луцьк, Надстир'я, 1997
- Чотири чортики пошили шортики. Луцьк, Надстир'я, 1999
- Неправильні правила поведінки. Луцьк, Надстир'я, 2000